# الجراج (فلم 1920)
الجراج (بالإنجليزية:The Garage) هو فيلم أمريكي كوميدي قصير صامت أنتج في سنة 1920 بطولة روسكو "فاتي" آرباكل وباستر كيتون وآل سانت جون وإخراج آرباكل، هذا كان الفيلم الرابع عشر لكيتون مع آرباكل.

## طاقم التمثيل
- روسكو "فاتي" آرباكل
- باستر كيتون
- آل سانت جون
- مولي مالون
- هاري مكوي
- دان كريمينز
- لوك الكلب
- أليس ليك (غير مؤكد)

## وصلات خارجية
- الجراج على موقع IMDb (الإنجليزية)
- الجراج على موقع قاعدة بيانات الفيلم (الإنجليزية)
- الجراج على موقع ليتربوكسد (الإنجليزية)
- الجراج على موقع كينوبويسك (الروسية)
- The Garage on يوتيوب